# Ernst Overhues
Ernst Clemens Maria Overhues (* 22. Dezember 1877 in Salzbergen; † 27. April 1972 in Menden (Sauerland)) war ein deutscher Jurist und Politiker. Er war Oberbürgermeister der Stadt Düren.

## Leben
Nach dem Jura-Studium in Marburg, Kiel, Göttingen und Berlin wurde Overhues an der Ruprecht-Karls-Universität Heidelberg promoviert. Seit dem Studium war er Mitglied der katholischen Studentenverbindungen KStV Winfridia Göttingen, KStV Askania Berlin, KStV Baltia Kiel und KStV Thuringia Marburg im KV. In Recklinghausen wurde er 1908 Magistratssenator. Zwei Jahre später wurde er Bürgermeister der Stadt Menden im Sauerland. Am 8. Juli 1921 wurde er zum Bürgermeister von Düren gewählt. Das preußische Innenministerium verlieh ihm am 18. Dezember 1922 den Titel „Oberbürgermeister“.
Vor dem Zweiten Weltkrieg war Overhues Mitglied der Zentrumspartei. In seine Amtszeit fielen der Passive Widerstand und die Rheinische Republik. Am 15. September 1933 wurde er von den Nationalsozialisten in den Ruhestand versetzt. Danach zog Overhues nach Berlin. Nachdem die Stadt 1943 angegriffen worden war, kehrte er nach Menden zurück und wurde nach Kriegsende von der Militärregierung der britischen Besatzungszone  von Mai bis Oktober 1945 erneut als Bürgermeister eingesetzt.
Overhues war Vizepräsident des Reichsstädtebundes, Vorstandsmitglied des rheinischen Städtetages und des Verbandes der Stadt- und Landgemeinden. Sein Vorgänger war August Klotz, sein Nachfolger wurde Peter Josef Schmitz.

## Ehrungen
- 1947 wurde in Düren der bisherige Lendersdorfer Weg, später Hermann-Göring-Damm, in Dr.-Overhues-Allee umbenannt.
- 1967 wurde Overhues zum Ehrenbürger von Menden ernannt.